# اصول اپیدمیولوژی
اصول اپیدمیولوژی کتابی از جودیت. س مازنز و آنیتاک بان با ترجمهٔ حسین ملک افضلی و کیومرث ناصری است که در سال ۱۳۶۳ منتشر و در مراسم کتاب سال جمهوری اسلامی ایران به‌عنوان کتاب برگزیده معرفی شد.